# 凱恩瓜斯縣

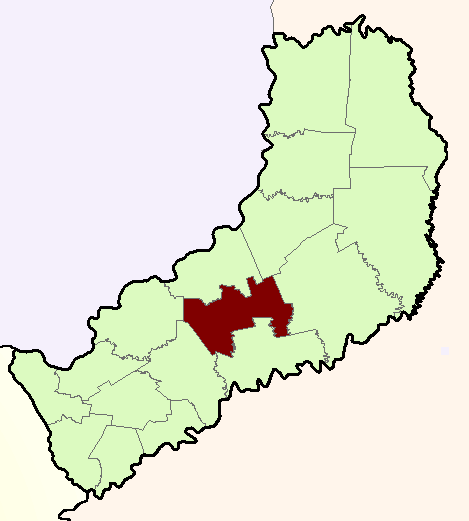

27°13′0″S 54°58′0″W / 27.21667°S 54.96667°W
凱恩瓜斯縣（西班牙語：Departamento Cainguás），是阿根廷的縣份，位於該國東北面米西奧內斯省，首府設於大坎波，面積1,608平方公里，2010年人口53,403，人口密度每平方公里33.21人。 